# Currimundria
Currimundria is een geslacht van rechtvleugeligen uit de familie sabelsprinkhanen (Tettigoniidae). De wetenschappelijke naam van dit geslacht is voor het eerst geldig gepubliceerd in 2008 door Rentz, Su & Ueshima.

## Soorten
Het geslacht Currimundria  is monotypisch en omvat slechts de volgende soort:
- Currimundria delicata (Rentz, Su & Ueshima, 2008)